# Șcekîno, Putîvl
Șcekîno (în ucraineană Щекино) este un sat în comuna Zinove din raionul Putîvl, regiunea Sumî, Ucraina.

## Demografie
Componența lingvistică a localității Șcekîno
     Rusă (70,97%)
     Ucraineană (29,03%)
Conform recensământului din 2001, majoritatea populației localității Șcekîno era vorbitoare de rusă (70,97%), existând în minoritate și vorbitori de ucraineană (29,03%).